# Maxime Giroux
Pour les articles homonymes, voir Giroux.
Maxime Giroux, né le 16 avril 1976 à Montréal, est un réalisateur québécois.

## Biographie
Maxime Giroux débute en réalisant des clips et des courts métrage, dont Les Jours (2006) qui remporte le prix du meilleur court métrage au Festival international du film de Toronto.
L'année 2008 marque son passage au long métrage avec la réalisation de Demain. En 2010, il signe Jo pour Jonathan, présenté en première au Festival de Locarno.
En 2014, Giroux présente Félix et Meira au Festival international du film de Toronto où il remporte le prix du Meilleur film canadien. Ce nouvel opus, moins sombre que ses œuvres précédentes, raconte l'histoire d'amour impossible entre un Québécois marginal et une jeune mère de famille juive orthodoxe. Avant même sa sortie en salle au Québec, le film est vendu aux États-Unis, en France, à Taïwan et au Benelux.
Félix et Meira figure dans la liste « Canada's Top Ten », les dix meilleurs longs métrages canadiens de 2014, sélectionnés par un jury composé de sept réalisateurs et professionnels de l'industrie du cinéma, coordonné par TIFF,,.
Son premier long métrage en anglais In Cold Light sera présenté en première mondiale au Festival de Tribeca à New York en juin 2025.

## Filmographie

### Courts métrages
- 2002 : Projet 3
- 2005 : Le Rouge au sol
- 2005 : Le Gros Boutte du bâton
- 2006 : Les Jours
- 2013 : La Tête en bas

### Longs métrages
- 2008 : Demain
- 2010 : Jo pour Jonathan
- 2014 : Félix et Meira
- 2019 : La Grande Noirceur (sortie en Europe francophone sous le titre Le Déserteur)
- 2022 : Norbourg
- 2025 : In Cold Light[9]

## Prix et nominations
- 2006 : Le Rouge au sol : Nomination au Jutra du meilleur court et moyen métrage.
- 2008 :  Demain : mention spéciale du jury au Festival du film francophone de Tübingen.
- 2014 : Félix et Meira : Meilleur film canadien, Festival international du film de Toronto.
- 2014 : Félix et Meira : Louve d’or du meilleur long métrage de la compétition internationale du Festival du nouveau cinéma
- 2014 : Félix et Meira : Prix du meilleur film canadien au Festival du film francophone en Acadie
- 2014 : Félix et Meira : Prix du public au Festival Arte Mare de Bastia (Corse)
- 2014 : Félix et Meira : Prix Tobias-Szpancer du meilleur film de la section « Between Judaism and Israelism » du Festival international du film à Haïfa
- 2014 : Félix et Meira : Meilleur film, meilleur scénario et meilleure réalisation au Festival du film de Whistler